# Mesoleius groenlandicus
Mesoleius groenlandicus är en stekelart som beskrevs av Per Abraham Roman 1930. Mesoleius groenlandicus ingår i släktet Mesoleius och familjen brokparasitsteklar. Inga underarter finns listade i Catalogue of Life.